# 5956 d'Alembert
5956 d'Alembert eller 1988 CF5 är en asteroid i huvudbältet som upptäcktes den 13 februari 1988 av den belgiske astronomen Eric W. Elst vid Haute-Provence-observatoriet. Den är uppkallad efter den franska matematikern Jean le Rond d'Alembert.
Asteroiden har en diameter på ungefär 12 kilometer.